# Liothrips laureli
Liothrips laureli är en insektsart som först beskrevs av Mason 1922.  Liothrips laureli ingår i släktet Liothrips och familjen rörtripsar. Inga underarter finns listade i Catalogue of Life.